# Динамо (Бухарест)
«Динамо» (рум. Dinamo) — румунський футбольний клуб із Бухареста, заснований 1948 року. Виступає у Лізі I.

## Досягнення

### Внутрішні
- Ліга 1:
  - Чемпіон (18): 1955, 1961-62, 1962-63, 1963-64, 1964-65, 1970-71, 1972-73, 1974-75, 1976-77, 1981-82, 1982-83, 1983-84, 1989-90, 1991-92, 1999-00, 2001-02, 2003-04, 2006-07
  - Срібний призер (20):  1951, 1952, 1953, 1956, 1958–59, 1960–61, 1966–67, 1968–69, 1973–74, 1975–76, 1978–79, 1980–81, 1984–85, 1986–87, 1987–88, 1988–89, 1992–93, 1998–99, 2000–01, 2004–05

- Кубок Румунії:
  - Володар кубка (13): 1958-59, 1963-64, 1967-68, 1981-82, 1983-84, 1985-86, 1989-90, 1999-00, 2000-01, 2002-03, 2003-04, 2004-05, 2011-12
  - Фіналіст (10): 1954, 1968-69, 1969-70, 1970-71, 1986-87, 1987-88[3], 1988-89, 2001-02, 2010-11, 2015-16

- Кубок румунської ліги:
  - Володар кубка (1): 2016-17

- Суперкубок Румунії:
  - Володар кубка (2): 2005, 2012
  - Фіналіст (4): 2001, 2002, 2003, 2007

### Європа
- Ліга чемпіонів УЄФА:
  - Півфіналіст (1): 1983-84

- Кубок володарів Кубків УЄФА:
  - Півфіналіст (1): 1989-90